# 福井市春山小学校
福井市春山小学校（ふくいし はるやましょうがっこう）は、福井県福井市文京三丁目にある公立小学校。

## 沿革
- 1874年（明治7年） - 浪花小学校（のちの時習小学校）が開校。
- 1875年（明治8年） - 春山小学校、大和小学校が開校。
- 1881年（明治14年） - 春山小学校と時習小学校が合併、日進小学校と改称。
- 1886年（明治19年） - 日進小学校と大和小学校が合併、春山小学校と改称。
- 1889年（明治22年） - 市制施行により福井市春山小学校となる。
- 1892年（明治25年） - 春山尋常小学校と改称。
- 1927年（昭和2年） - 一部が乾尋常小学校に転学。
- 1941年（昭和16年） - 春山国民学校と改称。
- 1947年（昭和22年） - 春山小学校と改称。
- 2007年（平成19年）4月1日 - 2学期制を開始。

## 校歌
- 吉田恒三作曲

## 服装
制服は存在せず、私服登校となっている。但し、体操服は夏服・冬服とも指定のものが用意される。また、カラー帽子は学年ごとに指定されている。

## 著名な卒業生
- 白井淳夫 - ジャズ・サクソフォーン奏者。「福井新聞文化賞」受賞。福井市在住。

## 学校周辺
- 福井市明道中学校
- 福井大学
- 福井県立藤島高等学校
- 啓新高等学校
- 福井市立図書館
- 福井県立美術館

## アクセス
- 北陸新幹線・ハピラインふくい線・福井駅より、京福バスの以下の路線に乗車し、いずれも「藤島高校前」下車、約400 m。
  - 25系統（エンゼルランド線）、26系統（福井総合病院線）、28系統（運転者教育センター線）
  - すまいるバス北ルート（田原・文京方面）
- えちぜん鉄道三国芦原線・福井鉄道福武線 田原町駅から約850 ｍ。
- E8 北陸自動車道 福井北ICから、主に国道416号経由 約7.5 km。
- E67 中部縦貫自動車道 松岡ICから、主に国道416号経由 約8.5 km。